# トリーシャ・イヤウッド
トリーシャ・イヤウッド（Trisha Yearwood, 出生名: パトリシア・リン・イヤウッド 1964年9月19日- ）は、アメリカのカントリー歌手。彼女は1991年のデビューシングル「She's in Love with the Boy」で有名になり、ビルボードのカントリーシングルチャートで1位を獲得した。それに合わせてリリースされたセルフタイトルのデビューアルバムは200万枚以上を売り上げた。イヤウッドは1990年代に「Walkaway Joe」、「The Song Remembers When」、「XXX's and OOO's (An American Girl)」、「Believe Me Baby (I Lied)」、「How Do I Live」など多くのカントリーヒット曲を世に送り出した。
イヤウッドは世界中で1500万枚以上のレコードを売り上げた。彼女の作品は、グラミー賞3回、カントリーミュージック・アカデミー賞3回、カントリーミュージック協会賞3回を含む、多くの賞とノミネートを獲得した。イヤウッドは1999年以来、グランド・オール・オプリのメンバーでもある。2005年以来、彼女はカントリーシンガーのガース・ブルックスの妻として、仕事上も多くコラボレーションしている。

## 経歴

### 生い立ち
イヤウッドはジョージア州モンティチェロで、教師のグウェン・イヤウッドと銀行員ジャック・イヤウッドの娘として生まれた。小さな農村で育ち、幼い頃から音楽に熱中し学校やコミュニティが開催するさまざまな音楽イベントに参加した。モンティチェロのピエモント・アカデミーの高校を1982年に卒業した後、ヤング・ハリス・カレッジで2年間学び、ビジネスの準学士号を取得した。その後、ジョージア大学に1学期通ったが中退。1985年にテネシー州ナッシュビルに移り、ベルモント・カレッジに入学して音楽ビジネスの学位を取得した。卒業後は、MTMレコードに入社し広報を担当するようになる。同社で働きながらデモ・シンガーやバックグラウンド・シンガーとしてのキャリアをスタートさせる。一緒にレコーディングしたアーティストの一人はガース・ブルックスだった。友情が深まったブルックスは彼女をプロデューサーのアレン・レイノルズのもとに連れて行き、レイノルズは彼女をプロデューサーのガース・ファンディスに紹介した。ファンディスとイヤウッドは協力し始め、デモテープを作成した。1990年、彼女はブルックスの2枚目のアルバム「No Fences」でバックボーカルを歌い、関係者向けのライブで歌を披露した。MCAレコードのプロデューサー、トニー・ブラウンは彼女のパフォーマンスを聞いて感銘を受け、彼女がMCAとレコーディング契約を結ぶのを手伝った。レーベルと契約した後、彼女はブルックスの1991年全国ツアーのオープニングアクトを務めた。

### デビュー
イヤウッドの、自身の名前を冠したデビューアルバム「TRISHA YEARWOOD」は1991年にリリースされた。リードシングル「She's in Love with the Boy」はビルボードのトップカントリーアルバムで1位を獲得し、彼女に大きな成功をもたらした。アルバムからの他の3つのシングル「Like We Never Had a Broken Heart」、「The Woman Before Me」、「That's What I Like About You」はカントリーチャートのトップ10に入った。彼女のデビューアルバムは最終的に100万枚を売り上げ、200万枚の出荷でアメリカレコード協会（RIAA）からダブルプラチナに認定された。イヤウッドはまた、デビューアルバムで100万枚を売り上げた最初の女性カントリーアーティストとなった。 この成功により、彼女は一連の主要な音楽賞を獲得した。1991年、彼女はアカデミー・オブ・カントリー・ミュージックから最優秀新人女性ボーカリストに選ばれ、1992年にはアメリカン・ミュージック・アワードで最優秀新人カントリー・アーティストに選ばれた。

### 成功
1992年、イヤウッドは2枚目のスタジオアルバム「ハーツ・イン・アーマー」をリリースした。イヤウッドは2枚目のアルバムで、最初の夫であるクリス・レイサムとの離婚後の感情的な葛藤から生まれた曲を歌った。このアルバムはドン・ヘンリー、エミルー・ハリスとの曲が収録されている。アルバムからの最初の2つのシングル「Wrong Side of Memphis」と「Walkaway Joe」は、1992年のビルボード・ホット・カントリー・ソングス・チャートのトップ10にランクインした。ハーツ・イン・アーマーは後に RIAA からプラチナアルバムに認定された。
1993年に3枚目のアルバム「ソング・リメンバーズ・ホエン」をリリース。タイトルトラックは、その年のビルボード・ホット・カントリー・ソングス・チャートで2位になった。このアルバムには、ロドニー・クロウェルやウィリー・ネルソンなどの他のアーティストとの曲も含まれていて、より現代的なカントリーになっている。
1994年に初のクリスマスアルバム「ザ・スウィーテスト・ギフト」をリリースした。このアルバムには、クリスマス定番曲のカバーバージョンが収録されている。
1995年2月、イヤウッドは4枚目のスタジオアルバム「セント・クラウドの幻」をリリース。このアルバムは、より落ち着いたスタイルになっている。このアルバムには、メリッサ・エスリッジの「You Can Sleep While I Drive」とタミー・ワイネットの「'Til I Get It Right」のカバーが収録されている。最初の2枚のシングル「XXX's and OOO's (An American Girl)」と「Thinkin' About You」は、ビルボードカントリーチャートで1位を獲得した。 1995年のグラミー賞では、アーロン・ネヴィルとのデュエット「I Fall to Pieces」（パッツィー・クラインによる1961年の曲のカバー）がグラミー賞最優秀カントリー・コラボレーション・ウィズ・ボーカル部門で受賞した。この賞は、イヤウッドにとってグラミー賞初の栄誉となった。
1996年8月、彼女は5枚目のスタジオアルバム「エヴリバディ・ノウズ」をリリース。このアルバムは前作と同様にバラードで構成され、曲はより長いメロディーを特徴としていた。「Believe Me Baby (I Lied)」はビルボードのカントリーチャートでイヤウッドの4番目のナンバーワンシングルとなった。この期間中、イヤウッドはジョージア州アトランタで開催された1996年夏季オリンピックの閉会式でパフォーマンスを披露した。

### 拡大
イヤウッドは1997年8月に初のベスト・アルバム「ソングブック」をリリース。アルバムにはそれまでの彼女のヒット曲が収録されている。このアルバムはビルボード・カントリー・アルバム・チャートで1位を獲得した初のアルバムとなった。「ソングブック」には3曲の新曲が収録されており、「How Do I Live」は最初のシングルとなり、1997年の映画『コン・エアー』に使用された。この曲はアカデミー賞で歌曲賞にもノミネートされた。「How Do I Live」はもともとリアン・ライムスが録音した曲でライムスのバージョンはビルボード・ホット100で2位まで上昇したが、映画には使用されなかった。イヤウッドのバージョンはビルボード・カントリー・チャートで2位まで上昇した。この曲はビルボードホット100でも23位に達した。さらに、イヤウッドはグラミー賞、カントリーミュージック協会賞、アカデミー・オブ・カントリーミュージック賞を獲得した。ソングブックはイヤウッドの最も売れたアルバムとなり、米国で400万枚を売り上げ、最終的にRIAAから4×マルチプラチナに認定された。
1998年にイヤウッドはスタジオアルバム「ホエア・ユア・ロード・リーズ」をリリースした。これはトニー・ブラウンがプロデュースした彼女の最初のアルバムであり、それ以前の5枚のアルバムはガース・ファンディスがプロデュースしていた。シングル「There Goes My Baby」、「Powerful Thing」、「I'll Still Love You More」はビルボードのカントリーチャートでトップ10ヒットとなった。タイトルトラックはガース・ブルックスとのコラボレーション曲で、トップ20ヒットシングルとなった。
この頃からイヤウッドは様々なイベントに携わるようになる。1998年の夏、彼女は歌手ルチアーノ・パヴァロッティとリベリアの子供たちを支援するために演奏した。1999年、ポーター・ワゴナーによってグランド・オール・オプリのメンバーに選ばれ、その夜にパッツィー・クラインの「Sweet Dreams (Of You)」のカバーを披露した。彼女は現在もメンバーである。
2度目の離婚後、イヤウッドは2000年3月に7枚目のスタジオアルバム「リアル・ライヴ・ウーマン」をリリースした。「ハーツ・イン・アーマー」と同様に、このアルバムは別居後の感情的な葛藤を反映している。このアルバムには12曲が収録されており、ブルース・スプリングスティーンの「サッド・アイズ」やリンダ・ロンシュタットの「もう一度だけ」のカバーが含まれている。 このアルバムは米国で50万枚を売り上げた。
2001年、イヤウッドは8枚目のスタジオアルバム「Inside Out」をリリースした。これはマーク・ライトがプロデュースした。このアルバムからはシングル「I Would've Loved You Anyway」が生まれ、ビルボードのカントリーチャートで4位に達した。

### 家族
2001年のアルバムの後、イヤウッドは家族と過ごしガース・ブルックスと恋愛関係になった。2005年9月、新作アルバム「Jasper County」をリリース。ファンディスが再びプロデュースを手掛け、アルバム名は彼女が育ったジョージア州ジャスパー郡にちなんで付けられた。アルバムは主に「Sweet Love」や「Who Invented the Wheel」など、明るいソウル調の曲で構成されている。このアルバムはビルボードのトップ・カントリー・アルバム・チャートで1位を獲得した3枚目のアルバムとなった。また、ビルボード200でも最高4位を記録し、発売初週に117,000枚を売り上げた。Jasper CountyはRIAAからゴールド認定を受け、イヤウッドのキャリアで11回目のゴールド認定となった。
2007年5月、イヤウッドはMCAナッシュビルレコードを離れ、独立系レーベルのBig Machineと契約することを発表した。イヤウッドとレーベルのCEO、スコット・ボルチェッタは、彼女が1980年代後半にMTMレコードで働いていたときに出会った。彼女はその後、1990年代にMCAでボルチェッタと働いた。彼女がレーベルから離れた後、MCAは1991年から2001年までの彼女の主なヒット曲を含むグレイテスト・ヒッツをリリースした。
2007年11月、彼女はHeaven, Heartache and the Power of Loveをリリースした。このアルバムはビルボードのトップカントリーアルバムチャートで10位に達し、ビルボード200で30位に達した。
その後、彼女は自身のプロジェクトに注力していなかったが、音楽業界では活動を続けた。2009年から2014年まで、イヤウッドは夫のガース・ブルックスの公演「Garth at Wynn」に同行した。場所はネバダ州ラスベガスのアンコールシアターだった。イヤウッドはショーのゲストアーティストとして歌を披露した。ラスベガスの公演は6年間行われ、2014年に終了した。その後、イヤウッドはブルックスの世界ツアー「The Garth Brooks World Tour」に参加した。同じ時期に、彼女は「Just Because」と呼ばれる短いツアーを短期間行った。
2014年8月、イヤウッドはRCAレコード・ナッシュビルと短期間契約した。このレーベルでリリースした唯一のアルバムは、2014年のスタジオアルバム「PrizeFighter: Hit After Hit」である。このアルバムには、アルバムのために再録音された彼女のヒット曲16曲と、いくつかの新曲が収録されている。タイトル曲はリードシングルとしてリリースされ、ケリー・クラークソンがゲストボーカルを務めた。アルバムはビルボードのカントリーアルバムチャートで7位に初登場し、リードシングルはビルボードのカントリーソングチャートで42位に達した。

### 近況
2016年、イヤウッドはフォックス放送の生放送ミュージカル「The Passion」に出演した。彼女はそのサウンドトラックにも参加し「Hands」、「マイ・ラヴ・イズ・ユア・ラヴ」、「ユール・ネヴァー・ウォーク・アローン」、「Broken」など、いくつかの有名な曲の新バージョンを披露した。「Broken」はイヤウッドにとってクリスチャンチャートで初のヒットとなり、47位にまで上り詰め、アダルトコンテンポラリーチャートでも17位に達した。
2016年後半、彼女はガース・ブルックスと初のコラボレーションスタジオアルバム「Christmas Together」に参加した。アルバムには、古典的なクリスマス曲のカバーが収録されている。
2019年2月、フランク・シナトラの曲で構成された新しいアルバムを発表した。「Let's Be Frank」と題されたこのアルバムは、キャピトル・レコードでライブ録音されフルオーケストラをバックに収録された。イヤウッドはレコーディングの過程でシナトラのオリジナルのマイクを使用した。このアルバムはビルボードのジャズアルバムチャートで最高2位を記録した。
2019年8月、イヤウッドは12枚目のスタジオアルバム「Every Girl」を発表した。リードシングル「Every Girl in This Town」は2019年6月にリリースされた。この曲はビルボードカントリーエアプレイチャートで21位に初登場した。このアルバムはビルボード・カントリー・アルバム・チャートで最高5位、ビルボード200で57位を獲得した。イヤウッドは2019年10月に6年ぶりのソロツアーに乗り出した。キャリア30周年を記念して、イヤウッドは2021年8月に「Every Girl」のデラックス版をリリースした。これには、デビューシングル「She's in Love with the Boy」のアコースティックバージョンのほか、「I Dare You to Love」とガース・ブルックスとのデュエット「Shallow」が収録されている。
2025年1月9日、イヤウッドはブルックスとともに、ワシントンD.C.のワシントン国立大聖堂で行われた元大統領ジミー・カーターの葬儀でジョン・レノンの曲「イマジン」を披露した。

## 私生活
イヤウッドは1987年に最初の夫であるクリス・レイサムと結婚した。2人は1991年に離婚。1994年に彼女はマーヴェリックスのベーシストであるロバート・レイノルズと結婚した。2人は5年の結婚生活を経て1999年に離婚した。イヤウッドとガース・ブルックスは恋愛関係になる前は友人であり、音楽パートナーでもあった。ブルックスの離婚とイヤウッドの2度目の離婚の後、2人は2000年頃に交際を始めた。2005年、カリフォルニア州ベーカーズフィールドで7,000人の観衆が見守る中、ブルックスがステージ上でイヤウッドにプロポーズし婚約した。2人は2005年12月10日に結婚した。結婚式はオクラホマ州オワッソにある夫婦の自宅で行われた。ブルックスの3人の子供も結婚式に出席した。イヤウッドによると、2人は離れ離れにならないことを約束した。ピープル誌のインタビューで、彼女はさらにこう説明した。「結婚してからは離れないように意識的に努力してきたから、一緒にツアーもしてきた。私が何かをしているときは彼も一緒にいるし、たとえ見えなくてもどこかその辺りにいるはず...。いつも一緒にいるわけではないけど、私たちは以前結婚を失敗していたから、離れたくないって決めたの。だから、それが私たちの優先事項になるように努力しようって言って、それができたの」。結婚後、彼女はブルックスの3人の子供たちの継母になった。2017年のインタビューで、イヤウッドは新しい役割についてこう説明した。「自分が何をしているのか全くわからなかった。娘たちが成長して大人になり独立した今、家族は私の人生の一部となりこの一員になれたことは夢にも思わなかったことで、とても素晴らしいことだと思う。」

## ディスコグラフィ

### アルバム
| タイトル                                                    | アルバム詳細                                                                  | チャート最高位 | チャート最高位 | チャート最高位 | チャート最高位 | チャート最高位 | チャート最高位 | 認定               |
| タイトル                                                    | アルバム詳細                                                                  | US             | US Cou.        | AUS            | CAN            | CAN Cou.       | UK             | 認定               |
| ----------------------------------------------------------- | ----------------------------------------------------------------------------- | -------------- | -------------- | -------------- | -------------- | -------------- | -------------- | ------------------ |
| TRISHA YEARWOOD                                             | - 発売日: 1991年7月2日 - 国内発売日: 1994年8月24日 - レーベル: MCA            | 31             | 2              | 164            | —              | 6              | —              | - RIAA: 2×プラチナ |
| ハーツ・イン・アーマー                                      | - 発売日: 1992月9月1日 - 国内発売日: 1992年12月16日 - レーベル: MCA           | 46             | 12             | 162            | —              | 7              | —              | - RIAA: プラチナ   |
| ソング・リメンバーズ・ホエン                                | - 発売日: 1993年10月26日 - 国内発売日: 1994年2月23日 - レーベル: MCA          | 40             | 6              | 114            | —              | 18             | —              | - RIAA: プラチナ   |
| ザ・スウィーテスト・ギフト                                  | - 発売日: 1994年9月13日 - 国内発売日: 1994年11月23日 - レーベル: MCA          | 105            | 17             | —              | —              | —              | —              | - RIAA: ゴールド   |
| セント・クラウドの幻                                        | - 発売日: 1995年2月14日 - 国内発売日: 1995年2月22日 - レーベル: MCA           | 28             | 3              | 189            | 71             | 18             | —              | - RIAA: プラチナ   |
| エヴリバディ・ノウズ                                        | - 発売日: 1996年8月27日 - 国内発売日: 1996年10月23日 - レーベル: MCA          | 52             | 6              | 128            | 50             | 22             | 128            | - RIAA: ゴールド   |
| ホエア・ユア・ロード・リーズ                                | - 発売日: 1998年7月14日 - 国内発売日: 1998年8月21日 - レーベル: MCA Nashville | 33             | 3              | 32             | 41             | 2              | 36             | - RIAA: プラチナ   |
| リアル・ライヴ・ウーマン                                    | - 発売日: 2000年3月28日 - 国内発売日: 2000年4月19日 - レーベル: MCA Nashville | 27             | 4              | 98             | —              | 6              | 79             | - RIAA: ゴールド   |
| Inside Out                                                  | - 発売日: 2001年6月5日 - レーベル: MCA Nashville                              | 29             | 1              | 167            | —              | —              | 117            | - RIAA: ゴールド   |
| Jasper County                                               | - 発売日: 2005年9月13日 - レーベル: MCA Nashville                             | 4              | 1              | 146            | —              | —              | —              | - RIAA: ゴールド   |
| Heaven, Heartache and the Power of Love                     | - 発売日: 2007年11月13日 - レーベル: Big Machine                              | 30             | 10             | —              | —              | —              | —              |                    |
| PrizeFighter: Hit After Hit                                 | - 発売日: 2014年11月17日 - レーベル: Gwendolyn/RCA Nashville                  | 33             | 7              | —              | —              | —              | —              |                    |
| Christmas Together (Garth Brooks and Trisha Yearwood album) | - 発売日: 2016年11月11日 - レーベル: Gwendolyn/Pearl                          | 7              | 1              | —              | 7              | —              | —              |                    |
| Let's Be Frank                                              | - 発売日: 2019年2月14日 - レーベル: Gwendolyn                                 | —              | —              | —              | —              | —              | —              |                    |
| Every Girl                                                  | - 発売日: 2019年8月30日 - レーベル: Gwendolyn                                 | 57             | 5              | —              | —              | —              | —              |                    |

### コンピレーション・アルバム
| タイトル      | アルバム詳細                                                                   | チャート最高位 | チャート最高位 | チャート最高位 | チャート最高位 | チャート最高位 | チャート最高位 | 認定               |
| タイトル      | アルバム詳細                                                                   | US             | US Cou.        | AUS            | CAN            | CAN Cou.       | UK             | 認定               |
| ------------- | ------------------------------------------------------------------------------ | -------------- | -------------- | -------------- | -------------- | -------------- | -------------- | ------------------ |
| ソングブック  | - 発売日: 1997年8月26日 - 国内発売日: 1997年10月22日 - レーベル: MCA Nashville | 4              | 1              | 22             | 5              | 1              | 81             | - RIAA: 4×プラチナ |
| Greatest Hits | - 発売日: 2007年9月11日 - レーベル: MCA Nashville                              | 22             | 2              | —              | —              | —              | —              |                    |
| Love Songs    | - 発売日: 2008年1月15日 - レーベル: MCA Nashville                              | —              | 35             | —              | —              | —              | —              |                    |
| Icon          | - 発売日: 2010年8月31日 - レーベル: MCA Nashville                              | —              | 69             | —              | —              | —              | —              |                    |
| Icon 2        | - 発売日: 2014月3月11日 - レーベル: MCA Nashville                              | —              | —              | —              | —              | —              | —              |                    |

1. 1 2 3 4 5 6 7 8 9  “Trisha Yearwood Songs, Albums, Reviews, Bio & ...” (英語). AllMusic. 2025年2月26日閲覧。
2. ↑  Watts, Cindy. “Trisha Yearwood announces first album in 7 years” (英語). The Tennessean. 2025年2月25日閲覧。
3. ↑  “Trisha Yearwood” (英語). New Georgia Encyclopedia. 2025年2月25日閲覧。
4. 1 2  “Trisha Yearwood Biography - Facts, Birthday, Life Story - Biography.com”. web.archive.org (2014年1月5日). 2025年2月25日閲覧。
5. 1 2 3 4 5 6 7 8  “Trisha Yearwood Biography, Music & News” (英語). Billboard. 2025年2月25日閲覧。
6. ↑   (英語) The Song Remembers When - Trisha Yearwood | Album | AllMusic 2025年2月26日閲覧。
7. ↑   (英語) The Sweetest Gift - Trisha Yearwood | Album | AllMusic 2025年2月25日閲覧。
8. ↑  “Trisha Yearwood | Artist | GRAMMY.com”. grammy.com. 2025年2月25日閲覧。
9. ↑  “Country singer Trisha Yearwood to perform at Atlanta Olympic Celebration - Monsters and Critics”. web.archive.org (2012年10月12日). 2025年2月25日閲覧。
10. 1 2 3 4 5  “Gold & Platinum” (英語). RIAA. 2025年2月25日閲覧。
11. ↑  Tribune, Chicago (1997年9月5日). “YEARWOOD’S ON THE RISE AFTER WINNING SONG `WAR’ WITH LEANN RIMES” (英語). Chicago Tribune. 2025年2月26日閲覧。
12. ↑   (英語) Pavarotti & Friends for the Children of Liberi... | AllMusic 2025年2月25日閲覧。
13. ↑  “Grand Ole Opry: Members”. web.archive.org (2009年5月12日). 2025年2月25日閲覧。
14. ↑   (英語) Real Live Woman - Trisha Yearwood | Album | AllMusic 2025年2月25日閲覧。
15. ↑   (英語) Jasper County - Trisha Yearwood Album AllMusic 2025年2月25日閲覧。
16. ↑  “Big Machine, giant signature”. www.bizjournals.com. 2025年2月25日閲覧。
17. ↑   (英語) Greatest Hits - Trisha Yearwood | Album | AllMusic 2025年2月25日閲覧。
18. ↑   (英語) Heaven, Heartache and the Power of Love - Tris... AllMusic 2025年2月25日閲覧。
19. ↑  Katsilometes, John (2009年10月15日). “Garth Brooks' deal at Encore: One-man show, five years, all tickets $125” (英語). Las Vegas Sun. 2025年2月25日閲覧。
20. ↑  Katsilometes, John (2012年10月3日). “After three years, Garth Brooks closing at Wynn Las Vegas on Nov. 17” (英語). Las Vegas Sun. 2025年2月25日閲覧。
21. ↑  Vinson, Christina VinsonChristina (2013年12月9日). “Garth Brooks Announces 2014 World Tour” (英語). Taste of Country. 2025年2月25日閲覧。
22. ↑  “Trisha Yearwood kicks off 'Just Because' tour” (英語). The Tennessean. 2025年2月25日閲覧。
23. ↑  Dukes, Billy DukesBilly (2014年8月20日). “Trisha Yearwood Reveals New Music, 'PrizeFighter' Album” (英語). Taste of Country. 2025年2月25日閲覧。
24. ↑   (英語) Prizefighter: Hit After Hit - Trisha Yearwood ... AllMusic 2025年2月25日閲覧。
25. ↑  Bianco, Robert. “Review: More 'Passion' than sense” (英語). USA TODAY. 2025年2月25日閲覧。
26. ↑  Asker, Jim (2016年3月10日). “Trisha Yearwood Makes First Christian Chart Appearance With Lifehouse Cover From ‘The Passion’” (英語). Billboard. 2025年2月25日閲覧。
27. ↑   (英語) Christmas Together - Garth Brooks, Trisha Year... | AllMusic 2025年2月25日閲覧。
28. ↑  “Trisha Yearwood Announces New Album of Frank Sinatra Covers — Her First in More Than 10 Years” (英語). People.com. 2025年2月25日閲覧。
29. ↑  Whitaker, Sterling WhitakerSterling (2019年6月28日). “Trisha Yearwood's 'Every Girl' Album Will Feature Kelly Clarkson” (英語). Taste of Country. 2025年2月25日閲覧。
30. ↑  Stefano, Angela StefanoAngela (2019年6月14日). “Trisha Yearwood Announces Fall 2019 Every Girl on Tour” (英語). The Boot. 2025年2月25日閲覧。
31. ↑  “Trisha Yearwood Celebrates 30 Years in the Industry with Every Girl Deluxe Album: 'I've Been Lucky'” (英語). People.com. 2025年2月25日閲覧。
32. ↑  “Garth Brooks and Trisha Yearwood perform 'Imagine' at Jimmy Carter's funeral service” (英語). TODAY.com (2025年1月9日). 2025年2月27日閲覧。
33. ↑  “Trisha Yearwood | Encyclopedia.com”. www.encyclopedia.com. 2025年2月25日閲覧。
34. ↑  “Garth Brooks and Trisha Yearwood Were Friends for Years Before They Started Dating” (英語). Country Living (2019年11月4日). 2025年2月25日閲覧。
35. ↑  Staff, Taste of Country StaffTaste of Country (2023年12月10日). “Remember the Crazy Story of How Garth Brooks and Trisha Yearwood Met?” (英語). Taste of Country. 2025年2月25日閲覧。
36. ↑  Thompson, Gayle ThompsonGayle (2021年12月10日). “16 Years Ago: Garth Brooks and Trisha Yearwood Wed” (英語). The Boot. 2025年2月25日閲覧。
37. ↑  Wallace, Rachel (2019年2月16日). “Trisha Yearwood, Garth Brooks Only Spend ‘5 Days a Year’ Apart” (英語). Us Weekly. 2025年2月26日閲覧。
38. ↑  “Trisha Yearwood Spills on Being a Stepmom and Touring with Husband Garth Brooks | Sounds Like Nashville”. web.archive.org (2017年7月30日). 2025年2月26日閲覧。
39. 1 2  “Trisha Yearwood - Billboard 200”. Billboard 2019年5月13日閲覧。.
40. 1 2  “Trisha Yearwood - Top Country Albums”. Billboard 2019年5月13日閲覧。.
41. 1 2  “australian-charts”. australian-charts.com. 2025年2月27日閲覧。
42. 1 2  “Trisha Yearwood - Top Albums/CDs”. RPM (2013年7月17日). 2019年5月13日閲覧。
43. 1 2  “Trisha Yearwood - Country Albums/CDs”. RPM (2013年7月17日). 2019年5月13日閲覧。
44. 1 2  “Official Albums Chart UK”. 2025年2月26日閲覧。